# Aedia kumamotonis
Aedia kumamotonis är en fjärilsart som beskrevs av Matsumura 1926. Aedia kumamotonis ingår i släktet Aedia och familjen nattflyn. Inga underarter finns listade i Catalogue of Life.